# Mats Lindblom
Mats Carl Erik Lindblom, född 23 oktober 1954 i Stockholm, är en svensk skådespelare och sångare.

## Filmografi
- 1982 – Fanny och Alexander
- 1988 – Vargens tid
- 1996 – Att stjäla en tjuv
- 2005 – Spättans väg
- 2006 – Pappas pojkar
- 2007 – Nsyndrome: Missing Amish
- 2007 – Labyrint (TV-serie)
- 2009 – Den sjungande tystnaden
- 2009 – The Vampire Scam
- 2009 – Vexator
- 2009 – Smokey
- 2009 – Syner
- 2010 – Eddie
- 2010 – Iron Curtain
- 2010 – Åt Frankrike alltså!
- 2011 – Den sista natten
- 2011 – Missfostrad
- 2012 – Ingen så fin som du
- 2012 – Because of the Hat
- 2014 – The Stockholm Bloodbath